# Microtea paniculata
Microtea paniculata är en tvåhjärtbladig växtart som beskrevs av Horace Bénédict Alfred Moquin-Tandon. Microtea paniculata ingår i släktet Microtea och familjen Microteaceae. Inga underarter finns listade i Catalogue of Life.